# 한국성장금융투자운용
한국성장금융투자운용(韓國成長金融投資運用, K-Growth)은 2013년 대한민국 중소·벤처기업 성장을 지원하기 위하여 한국산업은행, 중소기업은행, 은행권청년창업재단이 공동으로 운용하던 성장사다리펀드 등을 효율적으로 운용하기 위하여 2016년 설립된 주식회사이다. 서울특별시 영등포구 여의도동 45-1 SK증권빌딩 12층에 있다.

## 연혁
- 2016년 6월 15일 한국성장금융투자운용 출범[4]

## 주요 업무
- 성장사다리펀드 : 한국산업은행 13,500억원, 은행권청년창업재단 3,500억원, 중소기업은행 1,500억원 출자
- 반도체성장펀드[5] : 삼성전자 500억원, SK하이닉스 250억원 출자

## 조직

### 이사회
- 사장후보추천위원회
- 리스크관리위원회

### 대표이사
- 투자심의위원회

투자운용본부
- 성장금융실

- 성장금융1,2팀
- 운용지원팀
- 산업금융실

- 산업금융1,2,3팀
- 혁신금융실

- 혁신금융1,2팀
- 구조혁신실

- 구조혁신1,2팀

경영기획본부
- 경영기획실

- 경영기획팀
- 인사팀
- 경영지원팀
- 정보시스템실

준법감시인
- 준법지원실

위험관리책임자
- 리스크관리팀

### 감사
- 감사팀

## 같이 보기
- 한국증권금융
- 기술보증기금
- 한국금융투자협회
- 한국핀테크산업협회